# Durenque
 Durenque  là một xã ở tỉnh Aveyron, thuộc vùng Occitanie ở miền nam nước Pháp.